# Bois-d'Amont, Jura
Bois-d'Amont är en kommun i departementet Jura i regionen Bourgogne-Franche-Comté i östra Frankrike. Kommunen ligger i kantonen Morez som tillhör arrondissementet Saint-Claude. År 2022 hade Bois-d'Amont 1 695 invånare.

## Befolkningsutveckling
Antalet invånare i kommunen Bois-d'Amont
Referens:INSEE